# 早坂昇龍
早坂 昇龍（はやさか のぼる、1959年 - ）は、日本の作家。
岩手県出身、埼玉県在住。初め「早坂ノボル」を使用していたが、2010年9月より漢字表記の「昇龍」に記名を変更した。

## 著作
- 姫神雪しぐれ（2005年5月、文芸社） ISBN 978-4286013152
- 九戸戦始末記　北斗英雄伝（2008年4月 - 2011年5月4日、盛岡タイムス）
- 無情の雨 盗賊の赤虎が地獄を訪れる話（2011年9月14日 - 盛岡タイムス）